# تاريخ نشر الموسيقى
نشر الموسيقى هو مهنة إنشاء وإنتاج وتوزيع المقطوعات الموسيقية والأجزاء والكتب المطبوعة بأنواع مختلفة من التدوين الموسيقي، مع ضمان حصول الملحن وكاتب الأغاني والمبدعين الآخرين على سمعتهم وحقوق كتابتهم أو أي مدفوعات أخرى. توضح هذه المقالة التاريخ المبكر لهذه الصناعة.

## الطباعة
لم يبدأ نشر الموسيقى على نطاق واسع حتى منتصف القرن الخامس عشر حين تم تطوير التقنيات الميكانيكية لطباعة الموسيقى لأول مرة، فإن أقدم مثال على ذلك، سفر مزامير ماينز، يعود تاريخه إلى عام 1457، وهو الكتاب الثاني الذي تتم طباعته في مطبعة جوتنبرج بعد كتاب جوتنبرج المقدس. وقبل عام 1501 كانت كتب الموسيقى مملوكة للأثرياء أو المؤسسات الدينية وكان يجب تعلم الموسيقى عن طريق الأذن أو نسخها يدويًا. كانت هذه طريقة شاقة وتستغرق وقتًا طويلاً لتطبيقها، لذا لم يقم بها في البداية إلا الرهبان والكهنة الذين كانوا يسعون إلى الحفاظ على الموسيقى المقدسة للكنيسة. وإن المجموعات القليلة من الموسيقى العلمانية الموجودة تم تكليفها وامتلاكها من قبل النبلاء الأثرياء. تشمل الأمثلة مخطوطة لموسيقى تريسنتو الإيطالية ومخطوطة شانتيلي للموسيقى الفرنسية، واستمر النسخ اليدوي لفترة طويلة بعد اختراع الطباعة والموسيقى وتم نشره على نطاق واسع في شكل مخطوطات حتى القرن الثامن عشر، سواء للنسخ الشخصي أو للنشر الكتابي.

### بيتروتشي
الأفضل في طباعة الموسيقى الحديثة هو أوتافيانو بيتروتشي، وهو الطابع والناشر الأفضل، تمكن من تأمين احتكار الموسيقى المطبوعة لمدة عشرين عامًا في البندقية خلال القرن السادس عشر.
كانت مجموعته الأولى بعنوان موسيقى هارمونيس أوديكاتون، وتحتوي على 96 مقطوعة موسيقية متعددة الألحان ومعظمها لجوسكين دي بريز وهاينريش إسحاق. لقد ازدهر من خلال التركيز على الأعمال الفلمنكية، بدلاً من الإيطالية، حيث كانت تحظى بشعبية كبيرة في جميع أنحاء أوروبا خلال عصر النهضة. استخدمت مطبعته طريقة الطباعة الثلاثية، حيث تم ضغط الورقة ثلاث مرات. فالانطباع الأول كان سطور الموظفين، والثاني الكلمات، والثالث الملاحظات. وأنتجت هذه الطريقة نتائج نظيفة جدًا على الرغم من أنها كانت تستغرق وقتًا طويلاً ومكلفة.

### راستيل
حوالي عام 1520 في إنجلترا، طور جون راستيل طريقة الطباعة الواحدة لطباعة الموسيقى. وباستخدام طريقته كانت سطور الموظفين والكلمات والملاحظات كلها جزءًا من قطعة واحدة من النوع مما يجعل إنتاجها أسهل بكثير. ومع ذلك، أنتجت هذه الطريقة نتائج أكثر فوضوية، حيث كانت خطوط الموظفين غالبًا ما تكون متوازية بشكل غير دقيق وتبدو متموجة على الصفحة. وقد انتصرت طريقة الطباعة الفردية في النهاية على طريقة بيتروتشي وأصبحت الطريقة السائدة في الطباعة حتى جاء النقش على الألواح النحاسية واخذ مكانها في القرن السابع عشر. ثم تم اعتماد هذه الطريقة واستخدامها على نطاق واسع من قبل الفرنسي بيير أتينجنانت.

## حقوق الطبع والنشر
بدأ مفهوم حقوق الطبع والنشر للموسيقى في عهد الملك هنري الثامن ملك إنجلترا الذي طلب إرسال نسخ من جميع المواد المطبوعة إليه وقدم الحماية للطابعات في شكل تراخيص، وذلك في المقام الأول لإنتاج مصدر جديد للدخل. وفي عام 1575 منحت إليزابيث الأولى توماس تاليس وتلميذه ويليام بيرد احتكارًا لبراءة الاختراع لمدة 21 عامًا في طباعة ونشر الموسيقى متعددة الألحان. فكان أول قانون حديث لحقوق الطبع والنشر هو قانون آن عام 1709، الذي حمى جميع.
الأعمال المنشورة لمدة أربعة عشر عامًا، وامتدت فيما بعد إلى ثمانية وعشرين عامًا. ظهرت أول محاولة لإشعار حقوق النشر الموسيقية المطبوعة في "شير هاشيريم" لسالوموني روسي في البندقية عام 1623، والذي يتضمن لعنة حاخامية على أولئك الذين ينتهكون النص، كتبها ليون مودينا.

### اتفاقية بيرن 1886
كانت اتفاقية بيرن لعام 1886 أول اتفاقية دولية تتعلق بحق المؤلف والمبدأ الأساسي للاتفاقية هو نصها على أن كل دولة من الدول المتعاقدة يجب أن توفر الحماية التلقائية للأعمال في جميع البلدان الأخرى وللأعمال غير المنشورة التي يكون مؤلفوها مواطنين أو المقيمين في تلك الدول. حقوق الأداء متضمنة في هذه الأحكام واعتبارًا من مارس 2012، أصبحت 165 دولة ضمن الاتفاقية.

### الولايات المتحدة
أعطى أول قانون فيدرالي أمريكي لحقوق الطبع والنشر الحماية لـ "الخرائط والرسوم البيانية والكتب" على عكس بعض الروايات العلمية، فإن حماية "الكتب" بموجب قانون 1790 تشمل المؤلفات الموسيقية. وقد تم التسجيل الأول في الولايات المتحدة لتأليف موسيقي في 6 يناير 1794 بواسطة راينور تايلور للأغنية الأصلية " متطوع كينتاكي " ومع ذلك لم تكن المقطوعات الموسيقية محمية بشكل صريح حتى صدور قانون حقوق الطبع والنشر لعام 1831، ثم ظلت الحماية مقتصرة على حقوق النسخ وكانت مدة حقوق النشر ثمانية وعشرون عامًا بالإضافة إلى فترة تجديد مدتها أربعة عشر عامًا.

## حقوق التنفيذ
وبينما كانت إنجلترا رائدة في تطوير حقوق التأليف والنشر، قاد الفرنسيون الطريق في أداء الحقوق. ففي عام 1777 أسس بيير دي بومارشيه "مكتب التشريع الدرامي" الذي أصبح فيما بعد جمعية المؤلفين والملحنين الدراميين الحالية في عام 1829. وبعد سنوات عديدة في عام 1847 ألهم هذا الملحن وكاتب النصوص إرنست بورجيه للمطالبة بالدفع مقابل كل كتاب في احد المقاهي الرائدة في مجال أداء أعماله في الحفلات الموسيقية ذلك الوقت. وأدت الدعوى القضائية التي فاز بها بورجيه وآخرون في عام 1851 إلى تشكيل جمعية المؤلفين والملحنين الدراميين للموسيقى، أول جمعية لحقوق الأداء في العالم.
وحذت بلدان أخرى حذوها: تأسست الجمعية الإيطالية للمؤلفين والناشرين (SIAE) في عام 1882، والجمعية الإسبانية "شركة السيارات"، سلف الجمعية العامة الحالية لشركة العامة للمؤلفين والمحررين (SGAE)، في عام 1899. وقد تأسس الأداء الموسيقي وحقوق النسخ الميكانيكي (GEMA) في ألمانيا على يد الملحن ريتشارد شتراوس في عام 1903. وأصبحت GEMA في عام 1915 عندما اندمجت مع مجتمع صغير آخر. وهكذا بحلول نهاية القرن التاسع عشر، تم وضع أسس صناعة نشر الموسيقى الحديثة.

## العصر الحديث المبكر: القرن الثامن عشر

### الناشرون الألمان
وبما أن إنجلترا كانت رائدة في تطوير أنظمة حق المؤلف وكانت فرنسا متقدمة في تطوير حقوق الأداء، كانت ألمانيا الدولة الرائدة في نشر الموسيقى الحديثة وتعود أولى شركات نشر الموسيقى الألمانية إلى القرن الثامن عشر. قد قرر بيرنهارد كريستوف بريتكوبف من لايبزيغ ، وهو مطبع وناشر عام في أن يتخصص لمجال طباعة الموسيقى اعتبارًا من عام 1754 وحقق نجاحًا من خلال تطوير التحسينات في إعداد نوع الموسيقى. وانضم جوتفريد كريستوف هارتل إلى الشركة في عام 1795، والتي سرعان ما أصبحت شراكة بين بريتكوبف وهارتل . لقد كانوا الناشرين الأصليين لأبرز الملحنين الألمان، بما في ذلك بيتهوفن وهايدن وموزارت وشوبرت وشومان وفاجنر .
تأسست موسيقى شوت من ماينز في عام 1770 على يد بيرنهارد شوت ولا تزال موجودة حتى اليوم. لقد تخصصوا في الأوبرا الفرنسية والإيطالية ومؤخرًا نشروا أعمال هندميث وسترافينسكي وأورف وشونبيرج وهينز. تأسست مدينة ن.سيمروك بون ثم برلين لاحقًا في عام 1790 على يد نيكولاوس سيمروك . تضمنت منشوراتهم الأصلية أعمال بيتهوفن وهايدن ومايربير وويبر ومندلسو و شومان وبرامز.

### الولايات المتحدة
في عام 1764، قام يوشيا فلاج بتجميع أول مجموعة من الموسيقى الشعبية والدينية المطبوعة على ورق مصنوع في المستعمرات. وقد تميزت فترة ما بعد الثورة بوصول أوائل ناشري الموسيقى المحترفين من أوروبا في سبعينيات القرن الثامن عشر. ولقد افتتحوا متاجر في فيلادلفيا ونيويورك وبوسطن وبالتيمور جالبين معهم التكنولوجيا الأوروبية. كان بنجامين كار وجيمس هيويت من أوائل ناشري الموسيقى الأمريكيين المهمين فأول أغنية تم نشرها بموجب حقوق الطبع والنشر الأمريكية كانت متطوع كينتاكي ، من قبل منزل كار الخاص.
وفي الربع الأول من القرن التاسع عشر طبع الناشرون الأمريكيون 10 آلاف قطعة موسيقية شعبية. ومع ذلك لم تفعل الصناعة شيئًا لترويج الموسيقى أو تطوير الكتّاب. وأصبحت الأغاني شائعة من خلال الكلام الشفهي ومعظم فرق المنشدين والمغنين المحترفين كتبوا موسيقاهم الخاصة أو كتبوا أغاني حسب الطلب. كان ستيفن فوستر أول ملحن حاول كسب لقمة عيشه ككاتب أغاني محترف مستقل، ولكن في خمسينيات القرن التاسع عشر كانت حماية حقوق الطبع والنشر متساهلة للغاية وكانت الإتاوات صغيرة جدًا أو غير موجودة اصلاً لدرجة أنه وجد نفسه يعيش في فقر. تغير هذا تدريجيًا فقط عندما بدأ الشباب المنخرطون في مشاريع تجارية أخرى في إدراك إمكانيات الإثراء في نشر الأغاني.
قبل ثمانينيات القرن التاسع عشر كان نشر الموسيقى الشعبية وظيفة ثانوية لمتاجر الموسيقى أو ناشري الموسيقى "الجادين" ( الكلاسيكيين ). لكن بعد عام 1880، طور الناشرون في نيويورك تقنية ترويجية تسمى التوصيل . وبحلول عام 1900 قام معظم ناشري الموسيقى بتجميع أعمالهم على طول شارع 28 ليكونوا أقرب إلى مركز الترفيه المزدهر في نيويورك وأصبحت هذه المنطقة تُعرف باسم زقاق تين بان. شهد العقد الأول من القرن العشرين إنتاج موسيقى شعبية أكثر مما تم كتابته حتى ذلك الوقت: حوالي 25000 أغنية سنويًا. وفي عام 1893، باعت النوتة الموسيقية لأغنية "بعد الكرة" مليون نسخة، وعلى مدى السنوات العشر التالية بيعت ما مجموعه عشرة ملايين نسخة.
على الرغم من سن تشريعات أمريكية جديدة لحقوق الطبع والنشر بما في ذلك قانون تشيس لعام 1891 والذي سمح بالحماية الدولية لحقوق الطبع والنشر، فقد تم تجاهل أحكام قانون حقوق الطبع والنشر لعام 1909 بشكل عام. فلتصحيح هذا الوضع، أنشأ مؤلف الأوبريت فيكتور هربرت الجمعية الأمريكية للملحنين والمؤلفين والناشرين (ASCAP) في عام 1914 و سرعان ما اجتذبت ملحنين بارزين مثل إيرفينغ برلين وجون فيليب سوزا ، وتمكنت من ضمان حصول الجميع على أجور مناسبة و ضمان الحقوق في عملهم.

## الترخيص
هناك جوانب عديدة لنشر الموسيقى وأهمها ترخيص الموسيقى لاستخدامها في الإعلانات والتلفزيون والأفلام وأغراض أخرى. فبدأ نشر الموسيقى بمجرد نشر النوتة الموسيقية الفعلية وليس حتى تكتمل النوتة الموسيقية وقد تم عمل أوراق الأغاني التي تحتوي فقط على كلمات أغنية شعبية. في القرن التاسع عشر بدأت النوتة الموسيقية للأغاني تتضمن مرافقة بسيطة للبيانو وتدوينًا للحن الأغنية. وفي العقد الأول من القرن الحادي والعشرين أصبح نشر الموسيقى هو استغلال المؤلفات الموسيقية لاستخدامات الأداء المختلفة، بما في ذلك الاستخدامات الأحدث مثل ترخيص ألعاب الفيديو لاستخدامها من خلال تسجيل الفنانين الذين يبحثون عن أغنيتهم المنفردة التالية واستخدامها في مجموعة من أغراض الترخيص.

### التراخيص
يوجد في مجال نشر الموسيقى العديد من أنواع التراخيص المختلفة. على سبيل المثال:
- رخصة بطانية
- رخصة ميكانيكية
- ترخيص حقوق الأداء (PRO)
- ترخيص المزامنة أو حقوق المزامنة

الترخيص الشامل هو رسم سنوي يتم دفعه إلى إحدى منظمات حقوق الأداء الرئيسية ويغطي الترخيص الشامل المدفوع لـ PRO كل عمل موجود في كتالوج PRO. تُستخدم التراخيص الشاملة في الغالب بواسطة شبكات التلفزيون ومحطات الراديو بحيث يكون لها الحق في تشغيل أي أغنية أو مقطوعة من كتالوج واحد بدلاً من دفع رسوم الترخيص لكل أغنية على حدة. ويتم إصدار الترخيص الميكانيكي عندما يرغب فنان التسجيل في بيع تسجيله لمقطوعة موسيقية مكتوبة فإنه بمثابة إشعار لأصحاب التركيبة بأن المبيعات وشيكة وأن الإتاوات التي يمليها معدل قانوني ستكون مستحقة لهم وستدفع لهم ترخيص حقوق الأداء (PRO) هو الترخيص الذي يمنح المرخص له الحق في أداء الأغنية أو العمل علنًا.
وأخيرًا، يمنح ترخيص المزامنة الحق في استخدام المقطوعة الموسيقية في مزامنة تسجيل مع صورة متحركة في فيلم أو إعلان أو برنامج تلفزيوني أو أي عمل سمعي بصري آخر. بالنسبة لنفس استخدام المزامنة فيجب على المرء أيضًا الحصول على ترخيص الاستخدام الرئيسي الذي يمنح حقوق استخدام التسجيل الصوتي، وهو أصل مملوك بشكل منفصل عن المقطوعة الموسيقية.
يتفاوض ناشر الموسيقى حول الاستخدامات والرسوم لمؤلفي الأغاني والملحنين المدرجين في قائمته، وفي العقد الأول من القرن الحادي والعشرين أصبحت شركات النشر مصدرًا رئيسيًا للإيرادات إلى جانب الجولات الحية، لأن ترخيص المزامنة استمر كمصدر دخل كبير بينما خضعت صناعة الموسيقى لتغييرات شهدت انخفاضًا مطردًا في مصدر دخلها المهيمن سابقًا وهو المبيعات القياسية.

## التقنيات

### تسجيل صوتي
أدى اختراع التسجيل الصوتي وتطويره إلى إعادة تعريف مفهوم النشر تمامًا كما أحدثت متاجر الموسيقى عبر الإنترنت في العقد الأول من القرن الحادي والعشرين ثورة في كيفية شراء التسجيلات. ففي البداية كانت الموسيقى الشعبية بطيئة في الاستفادة من التكنولوجيا الجديدة. و في عام 1910، عندما تجاوزت مبيعات تنسيق القرص الجديد مبيعات الأسطوانة القديمة، كان أكثر من 75% من التسجيلات المباعة عبارة عن موسيقى كلاسيكية وربما كان أحد العوامل في ذلك هو التكلفة والتي كان من شأنها أن تركز على المبيعات بين المشترين الأكثر رقيًا. فحتى عام 1925 استمرت مبيعات النوتة الموسيقية في تجاوز الأقراص وكانت المصدر الرئيسي للدخل للناشرين والملحنين. وفي تلك المرحلة بدأت مبيعات النوتة الموسيقية في الانخفاض بينما كانت السجلات لا تزال توفر دخلاً غير كافٍ للتعويض، فأدى ذلك إلى مشاكل اقتصادية قصيرة الأمد ولكنها خطيرة لبعض الناشرين.

### موسيقى الفيلم
كان صمويل فوكس الذي أسس شركة سام فوكس للنشر في عام 1906 أول من نشر المقطوعات الموسيقية الأصلية للأفلام. وفي عام 1927، بعد إصدار "مغني الجاز" (أول فيلم ناطق) دفعت الحاجة إلى الموسيقى استوديوهات الأفلام إلى شراء شركات نشر الموسيقى، والحصول على كتالوجات الموسيقى والملحنين ذوي الخبرة في نفس الوقت. فعلى سبيل المثال، في عام 1929 دفعت شركة وارنر براذرز 10 ملايين الدولارات مقابل شركة هارمز وويمارك وريميك، اشترت إم جي إم شركة ليو فيست مع بعض الشركات الصغيرة. وأنشأت شركة باراماونت قسم النشر الخاص بها وهو قسم الموسيقى الشهيرة.

## أنظر أيضا
- ناشر موسيقى
- قطعة (موسيقى)
- حقوق التأليف والنشر
- شركة تسجيلات

## المزيد من القراءة
- فيشر، ويليام آرمز (c1933، طبع 1977). مائة وخمسون عامًا من نشر الموسيقى في الولايات المتحدة: رسم تاريخي مع إشارة خاصة إلى الناشر الرائد، شركة أوليفر ديتسون، 1783-1933. الصحافة العلمية. (ردمك 0-403-01554-5)
- جيانيني ، تولا (يناير 2003). “مكتبة الموسيقى لجان باتيست كريستوف بالارد، الطابعة الموسيقية الوحيدة لملك فرنسا، جرد مجموعته الكبرى لعام 1750”.
- هينترثور, بيتينا (2006). الدرجات وفقًا للخطة: ناشرو الموسيقى في SBZ/GDR - نظام الرقابة والاقتصاد المركزي المخطط والعلاقات الألمانية الألمانية حتى أوائل الستينيات (بالألمانية). شتوتغارت: فرانز شتاينر للنشر. Vol. 23. ISBN:9783515088374. ISSN:1433-8645. Archived from the original on 2023-11-01.
- كيدسون، فرانك (1900). ناشرو الموسيقى والطابعات والنقاشون البريطانيون - من عهد الملكة إليزابيث إلى عهد جورج الرابع. لندن. (أعاد نشره بنيامين بلوم، نيويورك، 1967). مكتبة الكونغرس القط. البطاقة رقم 67-23861
- كرومل، دي دبليو (1975). طباعة الموسيقى الإنجليزية، 1553-1700. المجتمع الببليوغرافي. (ردمك 0-19-721788-5)
- لينبيرج، هانز (c2003). حول نشر وتوزيع الموسيقى، 1500-1850. الصحافة بيندراجون. (ردمك 1-57647-078-4)